# Riedgraben (Pegnitz)
Der Riedgraben  ist ein etwas über 2 Kilometer langer rechter Zufluss der Pegnitz, eines Flusses im Nürnberger Land.

## Verlauf
Der Riedgraben entspringt am oberen Rangenberg am Südhang des Großen Hansgörgl, eines Berges, auf dem die Kommunalgebiete von Kirchensittenbach im Norden, Hersbruck im Osten und Reichenschwand im Westen zusammenstoßen. Übers Jahr kann man den Bach meist eher mit einem Rinnsal vergleichen. 
Er durchfließt den Wald süd- und bergabwärts bis zum östlichen Ortsende von Reichenschwand. Danach unterquert er die Bahnlinie Cheb–Nürnberg und die Reichenschwand durchziehende B 14. Anschließend vereinigt sich der Riedgraben etwa 0,5 km vor seiner Mündung von rechts mit einem bis dorthin etwa 1,3 km langen Auengraben, der vom Südwestrand von Altensittenbach her parallel zur Pegnitz verläuft und nahe diesem Ort den Hangbach Lehmgraben aufgenommen hat. 
Kurz vor dem Reichenschwander Schloss auf der Kanalinsel mündet der Riedgraben nach insgesamt 2,2 km von rechts in den dortigen rechten, kurz zuvor an einem Streichwehr abgegangenen Arm der Pegnitz.